# Европейская премия Шарля Вейонна за эссеистику
Европейская премия Шарля Вейонна за эссеистику (фр. Le Prix Européen de l'Essai Charles Veillon) учреждена в память о швейцарском меценате Шарле Вейонне (1900—1971) и присуждается членами Фонда Шарля Вейонна (они могут пользоваться рекомендациями международных экспертов) европейскому автору за недавнее произведение или совокупность творчества, которое имеет ценность свидетельства и предлагает образец плодотворной критики современных обществ, их идеологий и образа жизни.
В денежном выражении составляет 35 тыс. швейцарских франков.

## Избранные лауреаты премии
- 1975 — Жак Эллюль
- 1976 — Эрнст Фридрих Шумахер
- 1977 — Александр Зиновьев
- 1978 — Роже Каюа
- 1979 — Манес Шпербер
- 1980 — Лешек Колаковский
- 1981 — Норберто Боббио
- 1982 — Жан Старобинский
- 1983 — Ларс Густафссон
- 1984 — Ален Финкелькрот
- 1985 — Дьёрдь Конрад
- 1986 — Изо Камартин
- 1987 — Эдгар Морен
- 1988 — Эдуарду Лоренсу
- 1989 — Тимоти Гартон Эш
- 1990 — Карл Шлёгель
- 1991 — Роберто Калассо
- 1992 — Предраг Матвеевич
- 1993 — Джейн Крамер
- 1994 — Джевад Карахасан
- 1995 — Этьен Барилье
- 1996 — Дубравка Угрешич
- 1997 — Карл Маркус Гаусс
- 1998 — Цветан Тодоров
- 1999 — Амин Маалуф
- 2000 — Петер Биксель
- 2001 — Жан Клод Гийбо
- 2002 — Петер фон Матт
- 2003 — Ален де Боттон
- 2004 — Мартин Майер
- 2005 — Александра Леньель-Лавастин
- 2006 — Джорджо Агамбен
- 2007 — Ян Ассман
- 2008 — Петер Слотердайк
- 2009 — Клаудио Магрис
- 2010 — Жан-Клод Матьё
- 2012 — Хайнц Висманн
- 2013 — Харальд Вайнрих
- 2019 — Хустведт, Сири
- 2020 – Бари́кко, Алесса́ндро
- 2021 – Pitts, Johny
- 2022 – Шоле, Мона
- 2023 - Арундати Рой